# MP3
MP3 er en forkortelse for MPEG-1 Audio Layer 3 og er en audio-komprimerings-standard, oprindeligt udviklet af det tyske Fraunhofer-Gesellschaft.[kilde mangler]
Den udmærker sig ved at kunne give god kvalitet ved lave bitrater (kbit/s).[kilde mangler] Det gjorde (gør) den populær til udveksling af musik via internettet og til brug i bærbart musikudstyr (MP3-afspillere), da et stykke musik kan komprimeres til ca. en tiendedel af den oprindelige størrelse og stadig lyde som den originale lydfil.[kilde mangler]
MP3 benytter destruktiv kompression, hvilket vil sige, at en del af den oprindelige lyd skæres bort under komprimeringsprocessen. For at undgå at lytteren opdager, at der mangler en del af lyden, benyttes en psyko-akustisk model, der bygger på, hvilke lyde mennesket opfatter og hvilke der, groft sagt, overdøves af andre lyde.
Kvaliteten af MP3-filer kan varieres på flere måder. For det første er der i MPEG-1-standarden ikke angivet nogen officiel metode til indkodning af MP3-filer, derfor findes der et stort antal programmer til dette i svingende kvalitet. Derudover tillader standarden forskellige grader af kompression – målt i kilobit pr. sekund – svingende fra 32 til 320 kbit/s samt tre forskellige samplingsfrekvenser: 32, 44,1 og 48 kHz. Da en CD-R anvender 44,1 kHz, er dette den langt mest benyttede inden for MP3-indkodning. Mange brugere af MP3-formatet mener[kilde mangler], at 128 kbit/s er tilstrækkeligt til at få en god lydkvalitet. Musikentusiaster mener, dette er for lav en kvalitet. I stedet benyttes ofte 192 Kbit/s.[kilde mangler]
Musikfiler i MP3-formatet begyndte at sprede sig på internettet i starten af 1995.[kilde mangler] På dette tidspunkt havde filer i MP2-formatet allerede været på internettet i små to år. Udbredelsen af MP3-filer førte til udvikling af programmer som Winamp og Napster. Napster var forløberen for fildeling via de såkaldte peer-to-peer-netværk.

## Andre lignende teknologier
Der eksisterer mange andre teknologier der komprimerer lyd destruktivt:
- Ogg Vorbis fra Xiph.org Foundation er et Open Source codec
- mp3PRO fra Thomson Multimedia
- MPC (tidligere MP+), afledt af MP2
- MPEG-1/2 Audio Layer 2 (MP2), MP3's forgænger
- MPEG-4 AAC, der bruges af LiquidAudio og Apple Inc.'s iTunes, er den officielle efterfølger til MP3
- ATRAC, bruges i Sonys Minidisc
- AC-3, bruges i Dolby Digital og DVD
- QDesign, bruges i QuickTime ved høje bitrater;
- Windows Media Audio (WMA) fra Microsoft, der ligesom MP3 er bredt understøttet af hardware
- RealAudio fra RealNetworks, bruges ofte til at streame lyd fra websider

Der findes også lydformater der i modsætning til de ovenstående ikke benytter destruktiv kompression:
- SHN
- FLAC
- Monkey's Audio